# Cotton FC
Der Cotton Factory Club, auch bekannt unter Dire Dawa Textiles/Garments oder auch Dire Dawa Cherka Cherk, war ein Fußballverein aus Dire Dawa in Äthiopien. Der Verein spielte bis zu seiner Auflösung in der höchsten nationalen Liga, der äthiopischen Premier League, gewann dort fünf Mal die nationale Meisterschaft.

## Geschichte
Der Verein wurde 1936 unter dem Namen Cotton Factory FC gegründet. In den 1960er Jahren war der Verein mit vier Meisterschaften der erfolgreichste Verein Äthiopiens. Cotton FC nahm auch am African Cup of Champions Clubs 1964 teil und erreichte dort zunächst kampflos das Halbfinale, da die Vereine al-Hilal Khartum und Tersana SC nicht antraten. Im Halbfinale verlor man mit 1:3 gegen Stade Malien; der berühmte malische Legionär und Nationalspieler Salif Keïta erzielte zwei Tore in diesem Spiel. Gegen den Real Republicans FC aus Ghana verlor man das Spiel um Platz 3 ebenfalls mit 1:3.
1983 gewann der Verein seinen fünften und letzten Meistertitel. 1997 gab es eine Ligareform, daraus entsprang die Gründung der äthiopischen Premier League. In der Debütsaison belegte Cotton FC den fünften Tabellenplatz, es folgte Platz 6 in der darauffolgenden Spielzeit. Nachdem der Klub in der Saison 1999/00 als Tabellenletzter absteigen musste, wurde der Verein letztendlich aufgelöst.

## Titel und Erfolge
- Äthiopische Premier League (5×): 1960, 1962, 1963, 1965, 1983

## Abschneiden in CAF-Wettbewerben
- African Cup of Champions Clubs: 1 Teilnahme

1964 – Halbfinale

## Bekannte Spieler
- Italo Vassallo
- Luciano Vassallo